# Bend Over and Pray the Lord
Bend Over And Pray The Lord est un album du groupe finlandais de heavy metal Lordi fait en 1997. Il ne fut pas commercialisé à cause de problèmes financiers de la maison de disques Levy-yhtiö et il en existe très peu d'exemplaires.
Cet album a un style plus industriel que Get Heavy (style Rob Zombie). Les chansons étaient aussi plus longues. L'album fut tellement repoussé qu'il devint Get Heavy (avec plus de travail et beaucoup de différence).
Un clip de Get Heavy devait être fait.
L'album sera finalement sorti en septembre 2012 avec la compilation Scarchives Vol. 1.

## Membres
Cet album fut fait par les 4 membres originels du groupe Lordi
- Mr. Lordi: chant
- Amen: guitare
- Enary: clavier
- G-Stealer: basse

L'album fut enregistré dans la cave de Magnum.

## Titres
1. Playing the Devil (Bend Over and Pray the Lord)
2. Cyberundertaker
3. Steamroller
4. Almost Human
5. Idol
6. Paint in Blood
7. Death Suits You Fine
8. I am the Leviathan
9. Take me to your Leader
10. Monstermotorhellmachine
11. With Love and Sledgehammer
12. The Dead are the Family
13. White Lightning Moonshine

## Source
- Mie Oon Lordi: livre biographique du groupe